# Mann im Bad – Tagebuch einer schwulen Liebe
Mann im Bad – Tagebuch einer schwulen Liebe (Originaltitel: Homme au bain) ist ein französischer Film aus dem Jahr 2010, von Christophe Honoré, gedreht im Stil eines Videotagebuchs.

## Geschichte
Der Film handelt von der langsamen Denaturierung einer Liebe, der von Omar und Emmanuel. Nacheinanderfolgende Szenen (manchmal pornografisch), die Geschichte bleibt auf den von den beiden Männern ausgetauschten Beweisen hängen: denen, die beweisen, dass sie sich nicht mehr lieben. Der Film beginnt mit Omars Abreise nach New York, wo er einen Film vorstellt und im Begriff ist, einen weiteren zu drehen, während Emmanuel in Gennevilliers bleibt und sich nicht entscheidet, die Wohnung zu verlassen.

## Rund um den Film
- François Sagat, ein schwuler Pornostar, hat seine erste Hauptrolle in einem nicht-pornografischen Film.
- Das in New York gedrehte Filmmaterial wurde während der Reise von Chiara Mastroianni und Christophe Honoré während der Präsentation des Films Non ma fille tu n'iras pas danser aufgenommen[1].
- Ein großer Teil des Films ist in DV gedreht.

## Rezeption, Zitate
„So einfach kann Kino sein: „Stell deinen Freund oder deine Freundin vor die Kamera und fang an zu drehen.“ Wenn Christophe Honoré so die Initiative für „Mann im Bad“ schildert, beruft er sich auf die Nouvelle Vague, könnte aber auch das Queer Cinema meinen, denn was anderes haben Warhol, Bidgood, Smith, Jarman, Fassbinder, Ottinger auch nie gemacht.“

## Technisches Datenblatt
- Regie: Christophe Honoré
- Drehbuch: Christophe Honoré
- Redaktion: Chantal Hymans
- Produzent: Justin Taurand
- Vertriebsgesellschaft: Le Pacte
- Format: 1.85:1 – Farbe
- Erstveröffentlichung: 22. September 2010
- Deutscher Verleih: Salzgeber[2]